# Zárlat (Csillagkapu)

## Ismertető
| Figyelem: Itt a Csillagkapu 8. évadjának cselekményét vagy a végkifejletet is olvashatod. |

Néhány hónappal Anubisz flottájának megsemmisítése után a Csillagkapu Parancsnokságon Col. Vaselov orosz tiszt jelentkezik a CSK-1-be. Az általános visszautasítás után, amikor Vaselov Daniellel beszélget, hirtelen elájul. Amikor magához tér nem emlékszik semmire azóta, hogy Oroszországban volt és a teste vírusos fertőzésre utaló jeleket mutat. O'Neill megparancsolja, hogy állítsanak le minden küldetést, de mikor Danielt nem engedi át a kapun (a CSK-11-vel) hirtelen egy fegyverrel több embert megsebesít, mielőtt Teal'c leállítja.
Időközben Vaselov visszaemlékszik arra, hogy mit tett és önmagát hibáztatja. Arra szintén rájönnek, hogy egy másik orosz űrhajós is meghalt, akin ugyanezek a tünetek jelentkeztek miután visszatért a Nemzetközi Űrállomásról. Később Daniel felébred és emlékszik arra, miképp szállta meg Anubisz. Ez arra bizonyíték, hogy a korábbi rendszerúr felemelkedett és meg tudja szállni az embereket, de a komolyabb hatalmait nem használhatja, mert akkor az Ősök elfognák. Ezért a csillagkaput akarja használni.
A Csillagkapu Parancsnokság kidolgoz egy tervet, hogy megakadályozza ezt. A terv abból áll, hogy a központot 3 részre osztják fel, amik között nincs átjárás.
Anubisz megszállja Cartert, aki beütemez egy programot, ami kinyitja az ajtókat és elkezdi tárcsázni a kaput. Anubisz O'Neill testében próbál átjutni a kapun, de akkor megjelenik Vaselov és Anubisz inkább az ő testében megy át a kapun.
Mindazonáltal Anubisz nem szökött el, mert Carter megváltoztatta a kapu címét és Anubisz egy fagyott bolygóra került és ott Vaselov testébe zárva jéggé fagyva várja az örökkévalóságot.

## Érdekességek
- A megnyíló Csillagkapu instabil örvénye mindent elpusztít, ami az útjába kerül. A KS7-535 bolygó feltárcsázásakor a havat nem nyelte el.

## Külső hivatkozások
- Stargate Wiki link (angolul)

- Epizódismertető a csillagkapu.hu-n